# 埃德加·卡恩
埃德加·卡恩（Edgar S. Cahn，1935年3月23日—2022年1月23日）是美国的法律教授， 罗伯特·F·肯尼迪的前法律顾问和演讲作家，也是《時間銀行》的創立者。他与已故的妻子让·坎珀·卡恩（Jean Camper Cahn）共同创立了安提阿法学院 （现为哥伦比亚特区大学的戴维·克拉克法学院）。 卡恩还曾在迈阿密大学法学院、 佛罗里达国际大学、伦敦经济学院任职，并在哥伦比亚大学人权研究中心担任访问学者。 
卡恩目前致力于其职业生涯的大部分时间，担任美国时间银行（TimeBanks USA）的首席执行官，该银行是他于1995年成立的501(c)3非营利组织，最近担任塞瓦交易所公司（Seva Exchange Corporation）的创始人兼董事长。  